# Zbąszyń (gemeente)
De gemeente Zbąszyń is een stad- en landgemeente in het Poolse woiwodschap Groot-Polen, in powiat Nowotomyski.
De zetel van de gemeente is in Zbąszyń.
Op 30 juni 2004 telde de gemeente 13 417 inwoners.

## Oppervlakte gegevens
In 2002 bedroeg de totale oppervlakte van gemeente Zbąszyń 179,77 km², waarvan:
- agrarisch gebied: 38%
- bossen: 50%

De gemeente beslaat 17,77% van de totale oppervlakte van de powiat.

## Demografie
Stand op 30 juni 2004:
| Omschrijving                   | Totaal | Totaal | Vrouwen | Vrouwen | Mannen | Mannen |
| ------------------------------ | ------ | ------ | ------- | ------- | ------ | ------ |
| eenheid                        | aantal | %      | aantal  | %       | aantal | %      |
| inwoners                       | 13 417 | 100    | 6956    | 51,8    | 6461   | 48,2   |
| bevolkingsdichtheid (inw./km²) | 74,6   | 74,6   | 38,7    | 38,7    | 35,9   | 35,9   |

In 2002 bedroeg het gemiddelde inkomen per inwoner 1251,76 zł.

## Administratieve plaatsen (sołectwo)
Chrośnica, Łomnica, Nądnia, Nowa Wieś-Zamek, Nowa Wieś Zbąska, Nowe Jastrzębsko, Nowy Dwór, Perzyny, Przychodzko, Przyprostynia, Stefanowice, Stefanowo, Strzyżewo,
Zakrzewko.

## Overige plaatsen
Czerwony Dwór, Dąbrowa, Edmundowo, Ernestynowo, Kopce, Leśne Domki, Morgi, Nowe Czeskie, Nowy Świat, Piaski, Poświętne, Stare Czeskie, Szklana Huta.

## Aangrenzende gemeenten
Babimost, Miedzichowo, Nowy Tomyśl, Siedlec, Trzciel, Zbąszynek
- Virtual International Authority File: 303655118